# Flugplatz Oschersleben

i7
i11
i13
Der Flugplatz Oschersleben (ICAO-Code: EDOL) ist ein Sonderlandeplatz im Landkreis Börde. Er verfügt über eine 600 Meter lange und 35 Meter breite Graspiste und ist für Segelflugzeuge, Motorsegler, Ultraleichtflugzeuge und Motorflugzeuge mit einem Höchstabfluggewicht von bis zu zwei Tonnen sowie für das Muster Antonow An-2 zugelassen.

## Zwischenfälle
Am 18. Mai 2002 berührte ein Segelflugzeug vom Typ PZL Bielsko SZD-9 beim Landeanflug Baumwipfel mit der rechten Tragfläche. Dadurch wurde es um neunzig Grad nach links gedreht, neigte sich um die Querachse nach vorn und schlug aus einer Höhe von etwa zwei Metern auf dem Boden auf. Das Flugzeug wurde zerstört und zwei Personen leicht verletzt.